# Arcidiecéze Goa e Damão
Arcidiecéze Goa e Damão (Archidioecesis Goana et Damanensis) je římskokatolickou arcidiecézí v Indii (ve státě Goa), která podléhá přímo Svatému stolci.

## Poloha
Diecéze zabírá plochu o rozloze 4 197 km² s 450 130 věřícími (v r.2002,jejich počet stále stoupá - viz dále). Území arcibiskupství zahrnuje vedle Goi i svazové teritorium Dádra a Nagar Havélí a Daman a Díu. (vše části bývalé Portugalské Indie). Arcibiskupem je současně kardinál Filipe Neri Ferrão. V roce 2021 měla 696.550 věřících ve 172 farnostech, kde působilo 367 diecézních+381 řeholních kněží,1 stálý jáhen,514 řeholníků-bratří a 1.063 řeholnic. Jí podřízená (sufragánní) diecéze Sindhudurg /zřízená 5. července 2005/ měla v r.2020 24.340 věřících ve 21 farnostech.

## Historie
Diecéze Goa byla zřízena 31. ledna 1533, 4. února 1558 byla změněna na arcidiecézi. 1. září 1886 byl z části arcidiecéze zřízeno nové biskupství Damão. Arcibiskupovi v Goi byl papežem Lvem XIII. propůjčen titul „patriarcha východní Indie“, čímž měla být kompenzována ztráta jeho práv v Britské Indii a vyřešeno tak zvané „Goiské schizma“. Dne 1. května 1928 byly obě diecéze sjednoceny jako Arcidiecéze Goa e Damão. Některé části arcidiecéze byly pak 15. září 1953 odstoupeny nově zřízené diecézi Belgaum.